# Prime (unité)
Pour les articles homonymes, voir Prime.
Le prime est une unité théorique ancienne de masse de l'Ancien Régime, valant 1/1728 gros, c'est-à-dire environ 2,213 mg.
Il y a 24 primes dans le grain, 576 dans un denier et 1728 dans le gros. Une (grande) grosse (douze fois douze douzaines) de primes fait donc le gros.